# Gran Premio di superbike di Montmelò 2021
Il Gran Premio di superbike di Montmelò 2021 è stato la nona prova del mondiale superbike del 2021. Nello stesso fine settimana si sono corsi l'ottava prova del campionato mondiale Supersport e la sesta prova del campionato mondiale Supersport 300.
I risultati delle gare hanno visto vincere, per quel che concerne il mondiale Superbike: Scott Redding in gara 1, Jonathan Rea in gara Superpole e Michael Ruben Rinaldi in gara 2.
Le gare del mondiale Supersport sono state vinte da: Randy Krummenacher in gara 1  e Manuel González in gara 2 mentre quelle del mondiale Supersport 300 sono andate a Jeffrey Buis in gara 1 e Bahattin Sofuoğlu in gara 2.

## Superbike gara 1

### Arrivati al traguardo
| Pos. | Nº | Pilota                | Squadra                         | Motocicletta         | Giri | Tempo     | Griglia | Punti |
| ---- | -- | --------------------- | ------------------------------- | -------------------- | ---- | --------- | ------- | ----- |
| 1º   | 45 | Scott Redding         | Aruba.it Racing - Ducati        | Ducati Panigale V4 R | 20   | 39'08.002 | 4º      | 25    |
| 2º   | 47 | Axel Bassani          | Motocorsa Racing                | Ducati Panigale V4 R | 20   | +1.577    | 11º     | 20    |
| 3º   | 21 | Michael Ruben Rinaldi | Aruba.it Racing - Ducati        | Ducati Panigale V4 R | 20   | +2.326    | 8º      | 16    |
| 4º   | 1  | Jonathan Rea          | Kawasaki Racing                 | Kawasaki ZX-10RR     | 20   | +4.554    | 3º      | 13    |
| 5º   | 60 | Michael van der Mark  | BMW Motorrad                    | BMW M 1000 RR        | 20   | +6.518    | 9º      | 11    |
| 6º   | 22 | Alex Lowes            | Kawasaki Racing                 | Kawasaki ZX-10RR     | 20   | +8.514    | 5º      | 10    |
| 7º   | 91 | Leon Haslam           | Team HRC                        | Honda CBR1000 RR-R   | 20   | +12.695   | 7º      | 9     |
| 8º   | 66 | Tom Sykes             | BMW Motorrad                    | BMW M 1000 RR        | 20   | +15.346   | 1º      | 8     |
| 9º   | 19 | Álvaro Bautista       | Team HRC                        | Honda CBR1000 RR-R   | 20   | +16.938   | 16º     | 7     |
| 10º  | 7  | Chaz Davies           | Team GoEleven                   | Ducati Panigale V4 R | 20   | +33.386   | 13º     | 6     |
| 11º  | 3  | Kōta Nozane           | GRT Yamaha                      | Yamaha YZF R1        | 20   | +33.394   | 12º     | 5     |
| 12º  | 55 | Andrea Locatelli      | Pata Yamaha with Brixx          | Yamaha YZF R1        | 20   | +34.169   | 6º      | 4     |
| 13º  | 44 | Lucas Mahias          | Kawasaki Puccetti Racing        | Kawasaki ZX-10RR     | 20   | +34.565   | 15º     | 3     |
| 14º  | 32 | Isaac Viñales         | Orelac Racing VerdNatura        | Kawasaki ZX-10RR     | 20   | +44.546   | 19º     | 2     |
| 15º  | 36 | Leandro Mercado       | MIE Racing Honda Racing         | Honda CBR1000 RR-R   | 20   | +58.200   | 17º     | 1     |
| 16º  | 76 | Samuele Cavalieri     | Barni Racing                    | Ducati Panigale V4 R | 20   | +1'07.818 | 14º     |       |
| 17º  | 23 | Christophe Ponsson    | Gil Motor Sport-Yamaha          | Yamaha YZF R1        | 20   | +1'22.762 | 20º     |       |
| 18º  | 84 | Loris Cresson         | Outdo TPR Team Pedercini Racing | Kawasaki ZX-10RR     | 20   | +1'25.638 | 21º     |       |
| 19º  | 94 | Jonas Folger          | Bonovo MGM Racing               | BMW M 1000 RR        | 20   | +1'27.363 | 18º     |       |
| 20º  | 83 | Lachlan Epis          | Outdo TPR Team Pedercini Racing | Kawasaki ZX-10RR     | 19   | +1 giro   | 22º     |       |

### Ritirati
| Nº | Pilota              | Squadra                | Motocicletta  | Giri | Griglia |
| -- | ------------------- | ---------------------- | ------------- | ---- | ------- |
| 54 | Toprak Razgatlıoğlu | Pata Yamaha with Brixx | Yamaha YZF R1 | 14   | 2º      |
| 31 | Garrett Gerloff     | GRT Yamaha             | Yamaha YZF R1 | 0    | 10º     |

## Superbike gara Superpole

### Arrivati al traguardo
| Pos. | Nº | Pilota                | Squadra                         | Motocicletta         | Giri | Tempo    | Griglia | Punti |
| ---- | -- | --------------------- | ------------------------------- | -------------------- | ---- | -------- | ------- | ----- |
| 1º   | 1  | Jonathan Rea          | Kawasaki Racing                 | Kawasaki ZX-10RR     | 5    | 8'32.847 | 2º      | 12    |
| 2º   | 54 | Toprak Razgatlıoğlu   | Pata Yamaha with Brixx          | Yamaha YZF R1        | 5    | +0.211   | 1º      | 9     |
| 3º   | 19 | Álvaro Bautista       | Team HRC                        | Honda CBR1000 RR-R   | 5    | +2.771   | 7º      | 7     |
| 4º   | 22 | Alex Lowes            | Kawasaki Racing                 | Kawasaki ZX-10RR     | 5    | +2.948   | 6º      | 6     |
| 5º   | 21 | Michael Ruben Rinaldi | Aruba.it Racing - Ducati        | Ducati Panigale V4 R | 5    | +3.428   | 5º      | 5     |
| 6º   | 47 | Axel Bassani          | Motocorsa Racing                | Ducati Panigale V4 R | 5    | +5.431   | 10º     | 4     |
| 7º   | 91 | Leon Haslam           | Team HRC                        | Honda CBR1000 RR-R   | 5    | +5.729   | 8º      | 3     |
| 8º   | 31 | Garrett Gerloff       | GRT Yamaha                      | Yamaha YZF R1        | 5    | +5.814   | 11º     | 2     |
| 9º   | 23 | Christophe Ponsson    | Gil Motor Sport-Yamaha          | Yamaha YZF R1        | 5    | +9.514   | 13º     | 1     |
| 10º  | 36 | Leandro Mercado       | MIE Racing Honda Racing         | Honda CBR1000 RR-R   | 5    | +9.818   | 14º     |       |
| 11º  | 76 | Samuele Cavalieri     | Barni Racing                    | Ducati Panigale V4 R | 5    | +10.767  | 12º     |       |
| 12º  | 32 | Isaac Viñales         | Orelac Racing VerdNatura        | Kawasaki ZX-10RR     | 5    | +12.713  | 16º     |       |
| 13º  | 94 | Jonas Folger          | Bonovo MGM Racing               | BMW M 1000 RR        | 5    | +13.005  | 15º     |       |
| 14º  | 84 | Loris Cresson         | Outdo TPR Team Pedercini Racing | Kawasaki ZX-10RR     | 5    | +14.513  | 17º     |       |
| 15º  | 45 | Scott Redding         | Aruba.it Racing - Ducati        | Ducati Panigale V4 R | 5    | +19.893  | 3º      |       |
| 16º  | 83 | Lachlan Epis          | Outdo TPR Team Pedercini Racing | Kawasaki ZX-10RR     | 5    | +28.773  | 18º     |       |

### Ritirati
| Nº | Pilota           | Squadra                  | Motocicletta     | Giri | Griglia |
| -- | ---------------- | ------------------------ | ---------------- | ---- | ------- |
| 44 | Lucas Mahias     | Kawasaki Puccetti Racing | Kawasaki ZX-10RR | 3    | 19º     |
| 55 | Andrea Locatelli | Pata Yamaha with Brixx   | Yamaha YZF R1    | 1    | 4º      |
| 3  | Kōta Nozane      | GRT Yamaha               | Yamaha YZF R1    | 0    | 9º      |

## Superbike gara 2

### Arrivati al traguardo
| Pos. | Nº | Pilota                | Squadra                  | Motocicletta         | Giri | Tempo     | Griglia | Punti |
| ---- | -- | --------------------- | ------------------------ | -------------------- | ---- | --------- | ------- | ----- |
| 1º   | 21 | Michael Ruben Rinaldi | Aruba.it Racing - Ducati | Ducati Panigale V4 R | 19   | 32'48.622 | 5º      | 25    |
| 2º   | 54 | Toprak Razgatlıoğlu   | Pata Yamaha with Brixx   | Yamaha YZF R1        | 19   | +3.030    | 2º      | 20    |
| 3º   | 45 | Scott Redding         | Aruba.it Racing - Ducati | Ducati Panigale V4 R | 19   | +3.207    | 11º     | 16    |
| 4º   | 19 | Álvaro Bautista       | Team HRC                 | Honda CBR1000 RR-R   | 19   | +3.415    | 3º      | 13    |
| 5º   | 55 | Andrea Locatelli      | Pata Yamaha with Brixx   | Yamaha YZF R1        | 19   | +4.306    | 12º     | 11    |
| 6º   | 1  | Jonathan Rea          | Kawasaki Racing          | Kawasaki ZX-10RR     | 19   | +7.733    | 1º      | 10    |
| 7º   | 31 | Garrett Gerloff       | GRT Yamaha               | Yamaha YZF R1        | 19   | +11.098   | 8º      | 9     |
| 8º   | 47 | Axel Bassani          | Motocorsa Racing         | Ducati Panigale V4 R | 19   | +14.227   | 6º      | 8     |
| 9º   | 60 | Michael van der Mark  | BMW Motorrad             | BMW M 1000 RR        | 19   | +15.679   | 13º     | 7     |
| 10º  | 3  | Kōta Nozane           | GRT Yamaha               | Yamaha YZF R1        | 19   | +17.429   | 14º     | 6     |
| 11º  | 91 | Leon Haslam           | Team HRC                 | Honda CBR1000 RR-R   | 19   | +21.211   | 7º      | 5     |
| 12º  | 76 | Samuele Cavalieri     | Barni Racing             | Ducati Panigale V4 R | 19   | +26.533   | 15º     | 4     |
| 13º  | 23 | Christophe Ponsson    | Gil Motor Sport-Yamaha   | Yamaha YZF R1        | 19   | +27.637   | 9º      | 3     |
| 14º  | 36 | Leandro Mercado       | MIE Racing Honda Racing  | Honda CBR1000 RR-R   | 19   | +33.201   | 16º     | 2     |
| 15º  | 32 | Isaac Viñales         | Orelac Racing VerdNatura | Kawasaki ZX-10RR     | 19   | +33.282   | 18º     | 1     |
| 16º  | 94 | Jonas Folger          | Bonovo MGM Racing        | BMW M 1000 RR        | 19   | +36.090   | 17º     |       |

### Ritirati
| Nº | Pilota        | Squadra                         | Motocicletta     | Giri | Griglia |
| -- | ------------- | ------------------------------- | ---------------- | ---- | ------- |
| 84 | Loris Cresson | Outdo TPR Team Pedercini Racing | Kawasaki ZX-10RR | 15   | 19º     |
| 83 | Lachlan Epis  | Outdo TPR Team Pedercini Racing | Kawasaki ZX-10RR | 7    | 20º     |
| 44 | Lucas Mahias  | Kawasaki Puccetti Racing        | Kawasaki ZX-10RR | 5    | 21º     |
| 22 | Alex Lowes    | Kawasaki Racing                 | Kawasaki ZX-10RR | 0    | 4º      |
| 66 | Tom Sykes     | BMW Motorrad                    | BMW M 1000 RR    | 0    | 10º     |

## Supersport gara 1

### Arrivati al traguardo
| Pos. | Nº | Pilota                | Squadra                            | Motocicletta     | Giri | Tempo     | Griglia | Punti |
| ---- | -- | --------------------- | ---------------------------------- | ---------------- | ---- | --------- | ------- | ----- |
| 1º   | 21 | Randy Krummenacher    | CM Racing                          | Yamaha YZF R6    | 18   | 37'10.278 | 2º      | 25    |
| 2º   | 81 | Manuel González       | Yamaha ParkinGo                    | Yamaha YZF R6    | 18   | +16.226   | 1º      | 20    |
| 3º   | 3  | Raffaele De Rosa      | Orelac Racing VerdNatura           | Kawasaki ZX-6R   | 18   | +16.273   | 4º      | 16    |
| 4º   | 61 | Can Öncü              | Kawasaki Puccetti Racing           | Kawasaki ZX-6R   | 18   | +22.280   | 10º     | 13    |
| 5º   | 5  | Philipp Öttl          | Kawasaki Puccetti Racing           | Kawasaki ZX-6R   | 18   | +32.844   | 5º      | 11    |
| 6º   | 85 | Loic Arbel            | Andotrans Team Torrento            | Yamaha YZF R6    | 18   | +33.689   | 25º     | 10    |
| 7º   | 38 | Hannes Soomer         | Kallio Racing                      | Yamaha YZF R6    | 18   | +34.913   | 8º      | 9     |
| 8º   | 4  | Steven Odendaal       | Evan Bros. Yamaha                  | Yamaha YZF R6    | 18   | +42.188   | 6º      | 8     |
| 9º   | 56 | Péter Sebestyén       | Evan Bros. Yamaha                  | Yamaha YZF R6    | 18   | +50.740   | 15º     | 7     |
| 10º  | 28 | Glenn van Straalen    | EAB Racing                         | Yamaha YZF R6    | 18   | +52.846   | 12º     | 6     |
| 11º  | 9  | Simon Jespersen       | Ten Kate Racing Yamaha             | Yamaha YZF R6    | 18   | +59.585   | 23º     | 5     |
| 12º  | 71 | Christoffer Bergman   | Wojcik Racing                      | Yamaha YZF R6    | 18   | +1'02.193 | 18º     | 4     |
| 13º  | 55 | Galang Hendra Pratama | Ten Kate Racing Yamaha             | Yamaha YZF R6    | 18   | +1'08.347 | 28º     | 3     |
| 14º  | 95 | Vertti Takala         | Kallio Racing                      | Yamaha YZF R6    | 18   | +1'12.823 | 26º     | 2     |
| 15º  | 14 | Ludovic Cauchi        | GMT94 Yamaha                       | Yamaha YZF R6    | 18   | +1'18.156 | 29º     | 1     |
| 16º  | 40 | Unai Orradre          | Yamaha MS Racing                   | Yamaha YZF R6    | 18   | +1'32.166 | 14º     |       |
| 17º  | 31 | Daniel Valle          | Yamaha MS Racing                   | Yamaha YZF R6    | 18   | +1'33.574 | 20º     |       |
| 18º  | 94 | Federico Caricasulo   | Biblion Iberica Yamaha Motoxracing | Yamaha YZF R6    | 18   | +1'44.057 | 9º      |       |
| 19º  | 66 | Niki Tuuli            | MV Agusta Corse Clienti            | MV Agusta F3 675 | 18   | +1'49.784 | 3º      |       |
| 20º  | 42 | Stéphane Frossard     | Moto Team Jura Vitesse             | Yamaha YZF R6    | 17   | +1 giro   | 30º     |       |
| 21º  | 84 | Michel Fabrizio       | G.A.P. Motozoo Racing by Puccetti  | Kawasaki ZX-6R   | 17   | +1 giro   | 19º     |       |
| 22º  | 92 | Billy Van Eerde       | IXS-YART Yamaha                    | Yamaha YZF R6    | 17   | +1 giro   | 34º     |       |
| 23º  | 24 | Leonardo Taccini      | Orelac Racing VerdNatura           | Kawasaki ZX-6R   | 17   | +1 giro   | 27º     |       |
| 24º  | 45 | Shogo Kawasaki        | G.A.P. Motozoo Racing by Puccetti  | Kawasaki ZX-6R   | 17   | +1 giro   | 33º     |       |
| 25º  | 22 | Federico Fuligni      | VFT Racing                         | Yamaha YZF R6    | 17   | +1 giro   | 7º      |       |
| 26º  | 52 | Patrick Hobelsberger  | Bonovo MGM Racing                  | Yamaha YZF R6    | 17   | +1 giro   | 11º     |       |
| 27º  | 25 | Marcel Brenner        | VFT Racing                         | Yamaha YZF R6    | 17   | +1 giro   | 17º     |       |
| 28º  | 88 | Matteo Patacca        | Biblion Iberica Yamaha Motoxracing | Yamaha YZF R6    | 17   | +1 giro   | 24º     |       |
| 29º  | 70 | Marc Alcoba           | Yamaha MS Racing                   | Yamaha YZF R6    | 17   | +1 giro   | 21º     |       |
| 30º  | 34 | Kevin Manfredi        | Altogo Racing                      | Yamaha YZF R6    | 16   | +2 giri   | 16º     |       |
| 31º  | 44 | Baris Sahin           | Altogo Racing                      | Yamaha YZF R6    | 15   | +3 giri   | 35º     |       |

### Ritirati
| Nº | Pilota          | Squadra            | Motocicletta  | Giri | Griglia |
| -- | --------------- | ------------------ | ------------- | ---- | ------- |
| 2  | Luigi Montella  | Chiodo Moto Racing | Yamaha YZF R6 | 12   | 31º     |
| 96 | David Sanchis   | WRP Wepol Racing   | Yamaha YZF R6 | 8    | 22º     |
| 30 | Andy Verdoïa    | GMT94 Yamaha       | Yamaha YZF R6 | 3    | 13º     |
| 69 | Eduardo Montero | DK Motorsport      | Yamaha YZF R6 | 2    | 32º     |

## Supersport gara 2

### Arrivati al traguardo
| Pos. | Nº | Pilota                | Squadra                            | Motocicletta     | Giri | Tempo     | Griglia | Punti |
| ---- | -- | --------------------- | ---------------------------------- | ---------------- | ---- | --------- | ------- | ----- |
| 1º   | 81 | Manuel González       | Yamaha ParkinGo                    | Yamaha YZF R6    | 18   | 31'54.284 | 1º      | 25    |
| 2º   | 3  | Raffaele De Rosa      | Orelac Racing VerdNatura           | Kawasaki ZX-6R   | 18   | +0.021    | 4º      | 20    |
| 3º   | 66 | Niki Tuuli            | MV Agusta Corse Clienti            | MV Agusta F3 675 | 18   | +0.095    | 3º      | 16    |
| 4º   | 21 | Randy Krummenacher    | CM Racing                          | Yamaha YZF R6    | 18   | +0.568    | 2º      | 13    |
| 5º   | 25 | Marcel Brenner        | VFT Racing                         | Yamaha YZF R6    | 18   | +6.159    | 16º     | 11    |
| 6º   | 94 | Federico Caricasulo   | Biblion Iberica Yamaha Motoxracing | Yamaha YZF R6    | 18   | +7.137    | 9º      | 10    |
| 7º   | 4  | Steven Odendaal       | Evan Bros. Yamaha                  | Yamaha YZF R6    | 18   | +8.016    | 6º      | 9     |
| 8º   | 5  | Philipp Öttl          | Kawasaki Puccetti Racing           | Kawasaki ZX-6R   | 18   | +9.150    | 5º      | 8     |
| 9º   | 28 | Glenn van Straalen    | EAB Racing                         | Yamaha YZF R6    | 18   | +9.226    | 12º     | 7     |
| 10º  | 52 | Patrick Hobelsberger  | Bonovo MGM Racing                  | Yamaha YZF R6    | 18   | +11.373   | 11º     | 6     |
| 11º  | 38 | Hannes Soomer         | Kallio Racing                      | Yamaha YZF R6    | 18   | +17.917   | 8º      | 5     |
| 12º  | 88 | Matteo Patacca        | Biblion Iberica Yamaha Motoxracing | Yamaha YZF R6    | 18   | +18.182   | 23º     | 4     |
| 13º  | 24 | Leonardo Taccini      | Orelac Racing VerdNatura           | Kawasaki ZX-6R   | 18   | +19.266   | 26º     | 3     |
| 14º  | 9  | Simon Jespersen       | Ten Kate Racing Yamaha             | Yamaha YZF R6    | 18   | +19.270   | 22º     | 2     |
| 15º  | 56 | Péter Sebestyén       | Evan Bros. Yamaha                  | Yamaha YZF R6    | 18   | +19.303   | 14º     | 1     |
| 16º  | 22 | Federico Fuligni      | VFT Racing                         | Yamaha YZF R6    | 18   | +19.887   | 7º      |       |
| 17º  | 31 | Daniel Valle          | Yamaha MS Racing                   | Yamaha YZF R6    | 18   | +20.287   | 19º     |       |
| 18º  | 40 | Unai Orradre          | Yamaha MS Racing                   | Yamaha YZF R6    | 18   | +20.973   | 13º     |       |
| 19º  | 70 | Marc Alcoba           | Yamaha MS Racing                   | Yamaha YZF R6    | 18   | +24.591   | 20º     |       |
| 20º  | 95 | Vertti Takala         | Kallio Racing                      | Yamaha YZF R6    | 18   | +31.703   | 25º     |       |
| 21º  | 84 | Michel Fabrizio       | G.A.P. Motozoo Racing by Puccetti  | Kawasaki ZX-6R   | 18   | +34.155   | 18º     |       |
| 22º  | 55 | Galang Hendra Pratama | Ten Kate Racing Yamaha             | Yamaha YZF R6    | 18   | +36.366   | 27º     |       |
| 23º  | 96 | David Sanchis         | WRP Wepol Racing                   | Yamaha YZF R6    | 18   | +37.172   | 21º     |       |
| 24º  | 50 | Ondřej Vostatek       | IXS-YART Yamaha                    | Yamaha YZF R6    | 18   | +53.046   | 35º     |       |
| 25º  | 45 | Shogo Kawasaki        | G.A.P. Motozoo Racing by Puccetti  | Kawasaki ZX-6R   | 18   | +1'07.457 | 32º     |       |
| 26º  | 44 | Baris Sahin           | Altogo Racing                      | Yamaha YZF R6    | 18   | +1'34.665 | 34º     |       |

### Ritirati
| Nº | Pilota              | Squadra                  | Motocicletta   | Giri | Griglia |
| -- | ------------------- | ------------------------ | -------------- | ---- | ------- |
| 85 | Loic Arbel          | Andotrans Team Torrento  | Yamaha YZF R6  | 15   | 24º     |
| 14 | Ludovic Cauchi      | GMT94 Yamaha             | Yamaha YZF R6  | 15   | 28º     |
| 92 | Billy Van Eerde     | IXS-YART Yamaha          | Yamaha YZF R6  | 10   | 33º     |
| 61 | Can Öncü            | Kawasaki Puccetti Racing | Kawasaki ZX-6R | 8    | 10º     |
| 69 | Eduardo Montero     | DK Motorsport            | Yamaha YZF R6  | 8    | 31º     |
| 71 | Christoffer Bergman | Wojcik Racing            | Yamaha YZF R6  | 8    | 17º     |
| 42 | Stéphane Frossard   | Moto Team Jura Vitesse   | Yamaha YZF R6  | 4    | 29º     |
| 2  | Luigi Montella      | Chiodo Moto Racing       | Yamaha YZF R6  | 2    | 30º     |
| 34 | Kevin Manfredi      | Altogo Racing            | Yamaha YZF R6  | 0    | 15º     |

## Supersport 300 gara 1

### Arrivati al traguardo
| Pos. | Nº | Pilota                 | Squadra                                  | Motocicletta       | Giri | Tempo     | Griglia | Punti |
| ---- | -- | ---------------------- | ---------------------------------------- | ------------------ | ---- | --------- | ------- | ----- |
| 1º   | 1  | Jeffrey Buis           | MTM Kawasaki                             | Kawasaki Ninja 400 | 12   | 23'28.779 | 7º      | 25    |
| 2º   | 54 | Bahattin Sofuoğlu      | Biblion Yamaha Motoxracing               | Yamaha YZF-R3      | 12   | +0.116    | 2º      | 20    |
| 3º   | 87 | Eliton Gohara Kawakami | AD78 Team Brasil by MS Racing            | Yamaha YZF-R3      | 12   | +0.462    | 4º      | 16    |
| 4º   | 83 | Meikon Kawakami        | AD78 Team Brasil by MS Racing            | Yamaha YZF-R3      | 12   | +0.466    | 10º     | 13    |
| 5º   | 13 | Álvaro Díaz            | Arco-Motor University                    | Yamaha YZF-R3      | 12   | +0.557    | 12º     | 11    |
| 6º   | 58 | Iñigo Iglesias         | SMW Racing                               | Kawasaki Ninja 400 | 12   | +0.718    | 1º      | 10    |
| 7º   | 99 | Adrián Huertas         | MTM Kawasaki                             | Kawasaki Ninja 400 | 12   | +0.842    | 8º      | 9     |
| 8º   | 61 | Yuta Okaya             | MTM Kawasaki                             | Kawasaki Ninja 400 | 12   | +1.080    | 21º     | 8     |
| 9º   | 28 | Yeray Ruiz             | Yamaha MS Racing                         | Yamaha YZF-R3      | 12   | +1.130    | 15º     | 7     |
| 10º  | 2  | Alejandro Carrión      | Kawasaki GP Project                      | Kawasaki Ninja 400 | 12   | +1.422    | 26º     | 6     |
| 11º  | 88 | Daniel Mogeda          | Team#109 Kawasaki                        | Kawasaki Ninja 400 | 12   | +1.494    | 16º     | 5     |
| 12º  | 7  | Johan Gimbert          | Outdo TPR Team Pedercini Racing          | Kawasaki Ninja 400 | 12   | +1.634    | 27º     | 4     |
| 13º  | 17 | Koen Meuffels          | MTM Kawasaki                             | Kawasaki Ninja 400 | 12   | +1.785    | 19º     | 3     |
| 14º  | 25 | Dean Berta             | Vinales Racing                           | Yamaha YZF-R3      | 12   | +2.164    | 17º     | 2     |
| 15º  | 53 | Petr Svoboda           | WRP Wepol Racing                         | Yamaha YZF-R3      | 12   | +2.332    | 5º      | 1     |
| 16º  | 77 | Ruben Bijman           | Machado Came                             | Yamaha YZF-R3      | 12   | +2.492    | 22º     |       |
| 17º  | 82 | Lennox Lehmann         | Freudenberg KTM                          | KTM RC 390 R       | 12   | +2.696    | 29º     |       |
| 18º  | 41 | Marc García            | Prodina Team                             | Kawasaki Ninja 400 | 12   | +2.755    | 25º     |       |
| 19º  | 85 | Kevin Sabatucci        | Kawasaki GP Project                      | Kawasaki Ninja 400 | 12   | +2.895    | 32º     |       |
| 20º  | 45 | Luca de Vleeschauwer   | 2R Racing                                | Kawasaki Ninja 400 | 12   | +3.090    | 30º     |       |
| 21º  | 6  | Sara Sanchez           | Machado Came                             | Yamaha YZF-R3      | 12   | +3.251    | 37º     |       |
| 22º  | 59 | Alessandro Zanca       | Kawasaki GP Project                      | Kawasaki Ninja 400 | 12   | +4.227    | 35º     |       |
| 23º  | 19 | Víctor Rodríguez       | Accolade Smrz Racing                     | Kawasaki Ninja 400 | 12   | +4.369    | 33º     |       |
| 24º  | 23 | Sylvain Markarian      | Leader Team Flembbo                      | Kawasaki Ninja 400 | 12   | +4.453    | 24º     |       |
| 25º  | 15 | Alfonso Coppola        | Team Trasimeno                           | Yamaha YZF-R3      | 12   | +10.553   | 23º     |       |
| 26º  | 20 | Dorren Loureiro        | Fusport - Rt Motorsports by SKM Kawasaki | Kawasaki Ninja 400 | 12   | +10.722   | 18º     |       |
| 27º  | 94 | Facundo Llambias       | Machado Came                             | Yamaha YZF-R3      | 12   | +19.665   | 31º     |       |
| 28º  | 93 | Marco Gaggi            | Biblion Yamaha Motoxracing               | Yamaha YZF-R3      | 12   | +19.677   | 34º     |       |
| 29º  | 55 | Antonio Frappola       | Chiodo Moto Racing                       | Kawasaki Ninja 400 | 12   | +27.316   | 41º     |       |
| 30º  | 97 | Filippo Palazzi        | ProGP Racing                             | Yamaha YZF-R3      | 12   | +27.376   | 39º     |       |
| 31º  | 22 | Joel Romero            | SMW Racing                               | Kawasaki Ninja 400 | 12   | +27.604   | 42º     |       |
| 32º  | 84 | Mika Pérez             | Prodina Team                             | Yamaha YZF-R3      | 12   | +27.710   | 40º     |       |
| 33º  | 35 | Yeray Saiz Marquez     | Vinales Racing                           | Yamaha YZF-R3      | 12   | +27.718   | 38º     |       |
| 34º  | 18 | Indy Offer             | SMW Racing                               | Kawasaki Ninja 400 | 12   | +1'02.334 | 43º     |       |
| 35º  | 70 | Miguel Duarte          | Yamaha MS Racing                         | Yamaha YZF-R3      | 12   | +1'02.352 | 44º     |       |

### Ritirati
| Nº | Pilota              | Squadra                                  | Motocicletta       | Giri | Griglia |
| -- | ------------------- | ---------------------------------------- | ------------------ | ---- | ------- |
| 72 | Victor Steeman      | Freudenberg KTM                          | KTM RC 390 R       | 11   | 14º     |
| 73 | José Pérez González | Accolade Smrz Racing                     | Kawasaki Ninja 400 | 11   | 28º     |
| 11 | Ana Carrasco        | Kawasaki Provec                          | Kawasaki Ninja 400 | 10   | 20º     |
| 46 | Samuel Di Sora      | Leader Team Flembbo                      | Kawasaki Ninja 400 | 10   | 9º      |
| 52 | Oliver König        | Movisio by MIE                           | Kawasaki Ninja 400 | 9    | 11º     |
| 43 | Harry Khouri        | Fusport - Rt Motorsports by SKM Kawasaki | Kawasaki Ninja 400 | 8    | 6º      |
| 26 | Mirko Gennai        | Brcorse                                  | Yamaha YZF-R3      | 8    | 36º     |
| 80 | Gabriele Mastroluca | ProGP Racing                             | Yamaha YZF-R3      | 7    | 13º     |
| 69 | Tom Booth-Amos      | Fusport - Rt Motorsports by SKM Kawasaki | Kawasaki Ninja 400 | 3    | 3º      |

## Supersport 300 gara 2

### Arrivati al traguardo
| Pos. | Nº | Pilota               | Squadra                                  | Motocicletta       | Giri | Tempo     | Griglia | Punti |
| ---- | -- | -------------------- | ---------------------------------------- | ------------------ | ---- | --------- | ------- | ----- |
| 1º   | 54 | Bahattin Sofuoğlu    | Biblion Yamaha Motoxracing               | Yamaha YZF-R3      | 12   | 23'21.866 | 2º      | 25    |
| 2º   | 13 | Álvaro Díaz          | Arco-Motor University                    | Yamaha YZF-R3      | 12   | +0.003    | 11º     | 20    |
| 3º   | 46 | Samuel Di Sora       | Leader Team Flembbo                      | Kawasaki Ninja 400 | 12   | +0.099    | 8º      | 16    |
| 4º   | 99 | Adrián Huertas       | MTM Kawasaki                             | Kawasaki Ninja 400 | 12   | +0.488    | 7º      | 13    |
| 5º   | 61 | Yuta Okaya           | MTM Kawasaki                             | Kawasaki Ninja 400 | 12   | +1.070    | 20º     | 11    |
| 6º   | 25 | Dean Berta           | Vinales Racing                           | Yamaha YZF-R3      | 12   | +1.100    | 16º     | 10    |
| 7º   | 1  | Jeffrey Buis         | MTM Kawasaki                             | Kawasaki Ninja 400 | 12   | +1.109    | 6º      | 9     |
| 8º   | 83 | Meikon Kawakami      | AD78 Team Brasil by MS Racing            | Yamaha YZF-R3      | 12   | +1.122    | 9º      | 8     |
| 9º   | 2  | Alejandro Carrión    | Kawasaki GP Project                      | Kawasaki Ninja 400 | 12   | +1.352    | 25º     | 7     |
| 10º  | 58 | Iñigo Iglesias       | SMW Racing                               | Kawasaki Ninja 400 | 12   | +1.400    | 1º      | 6     |
| 11º  | 88 | Daniel Mogeda        | Team#109 Kawasaki                        | Kawasaki Ninja 400 | 12   | +1.570    | 15º     | 5     |
| 12º  | 77 | Ruben Bijman         | Machado Came                             | Yamaha YZF-R3      | 12   | +1.639    | 21º     | 4     |
| 13º  | 52 | Oliver König         | Movisio by MIE                           | Kawasaki Ninja 400 | 12   | +1.814    | 10º     | 3     |
| 14º  | 80 | Gabriele Mastroluca  | ProGP Racing                             | Yamaha YZF-R3      | 12   | +1.964    | 12º     | 2     |
| 15º  | 43 | Harry Khouri         | Fusport - Rt Motorsports by SKM Kawasaki | Kawasaki Ninja 400 | 12   | +2.100    | 5º      | 1     |
| 16º  | 73 | José Pérez González  | Accolade Smrz Racing                     | Kawasaki Ninja 400 | 12   | +2.296    | 27º     |       |
| 17º  | 20 | Dorren Loureiro      | Fusport - Rt Motorsports by SKM Kawasaki | Kawasaki Ninja 400 | 12   | +2.485    | 17º     |       |
| 18º  | 17 | Koen Meuffels        | MTM Kawasaki                             | Kawasaki Ninja 400 | 12   | +10.365   | 18º     |       |
| 19º  | 94 | Facundo Llambias     | Machado Came                             | Yamaha YZF-R3      | 12   | +10.393   | 30º     |       |
| 20º  | 19 | Víctor Rodríguez     | Accolade Smrz Racing                     | Kawasaki Ninja 400 | 12   | +10.465   | 32º     |       |
| 21º  | 82 | Lennox Lehmann       | Freudenberg KTM                          | KTM RC 390 R       | 12   | +10.510   | 28º     |       |
| 22º  | 85 | Kevin Sabatucci      | Kawasaki GP Project                      | Kawasaki Ninja 400 | 12   | +10.780   | 31º     |       |
| 23º  | 7  | Johan Gimbert        | Outdo TPR Team Pedercini Racing          | Kawasaki Ninja 400 | 12   | +10.862   | 26º     |       |
| 24º  | 45 | Luca de Vleeschauwer | 2R Racing                                | Kawasaki Ninja 400 | 12   | +10.934   | 29º     |       |
| 25º  | 72 | Victor Steeman       | Freudenberg KTM                          | KTM RC 390 R       | 12   | +11.195   | 13º     |       |
| 26º  | 15 | Alfonso Coppola      | Team Trasimeno                           | Yamaha YZF-R3      | 12   | +11.339   | 22º     |       |
| 27º  | 97 | Filippo Palazzi      | ProGP Racing                             | Yamaha YZF-R3      | 12   | +11.530   | 38º     |       |
| 28º  | 59 | Alessandro Zanca     | Kawasaki GP Project                      | Kawasaki Ninja 400 | 12   | +12.782   | 34º     |       |
| 29º  | 11 | Ana Carrasco         | Kawasaki Provec                          | Kawasaki Ninja 400 | 12   | +17.555   | 19º     |       |
| 30º  | 6  | Sara Sanchez         | Machado Came                             | Yamaha YZF-R3      | 12   | +18.187   | 36º     |       |
| 31º  | 93 | Marco Gaggi          | Biblion Yamaha Motoxracing               | Yamaha YZF-R3      | 12   | +19.143   | 33º     |       |
| 32º  | 35 | Yeray Saiz Marquez   | Vinales Racing                           | Yamaha YZF-R3      | 12   | +19.375   | 37º     |       |
| 33º  | 55 | Antonio Frappola     | Chiodo Moto Racing                       | Kawasaki Ninja 400 | 12   | +31.338   | 40º     |       |
| 34º  | 18 | Indy Offer           | SMW Racing                               | Kawasaki Ninja 400 | 12   | +57.467   | 42º     |       |
| 35º  | 70 | Miguel Duarte        | Yamaha MS Racing                         | Yamaha YZF-R3      | 12   | +59.530   | 43º     |       |

### Ritirati
| Nº | Pilota                 | Squadra                       | Motocicletta       | Giri | Griglia |
| -- | ---------------------- | ----------------------------- | ------------------ | ---- | ------- |
| 41 | Marc García            | Prodina Team                  | Kawasaki Ninja 400 | 11   | 24º     |
| 28 | Yeray Ruiz             | Yamaha MS Racing              | Yamaha YZF-R3      | 7    | 14º     |
| 26 | Mirko Gennai           | Brcorse                       | Yamaha YZF-R3      | 7    | 35º     |
| 84 | Mika Pérez             | Prodina Team                  | Yamaha YZF-R3      | 7    | 39º     |
| 22 | Joel Romero            | SMW Racing                    | Kawasaki Ninja 400 | 6    | 41º     |
| 53 | Petr Svoboda           | WRP Wepol Racing              | Yamaha YZF-R3      | 3    | 4º      |
| 87 | Eliton Gohara Kawakami | AD78 Team Brasil by MS Racing | Yamaha YZF-R3      | 1    | 3º      |
| 23 | Sylvain Markarian      | Leader Team Flembbo           | Kawasaki Ninja 400 | 1    | 23º     |